# Crkvine (Czarnogóra)
Crkvine (cyr. Црквине) – wieś w Czarnogórze, w gminie Kolašin. W 2011 roku liczyła 21 mieszkańców.